# Білий Артем Костянтинович
Артем Костянтинович Білий (нар. 3 жовтня 1999, м. Новомосковськ, Дніпропетровська область, Україна) — український футболіст, півзахисник.

## Життєпис
У ДЮФЛУ виступав за дніпропетровські «Дніпро» та ДВУФК. Сезон 2016/17 років провів у юніорській (U-19) команді луганської «Зорі». У дорослому футболці дебютував 2017 року в складі аматорського колективу ФК «Петриківка». З серпня по грудень 2018 року перебував у складі одеського «Чорноморця», де грав за юніорську (3 матчі) та молодіжну (2 поєдинку) команди «моряків». У 2018 році виступав за «ВПК-Агро» (Шевченківка) в чемпіонаті Дніпропетровської області.
Напередодні старту сезону 2018/19 років перебрався до «Ворскли», де виступав за молодіжну команду клубу. У Прем'єр-лізі дебютував 3 липня 2020 року в нічийному (2:2) виїзному поєдинку 29-го туру проти «Львова». Артем вийшов на поле в стартовому складі, а на 46-й хвилині його замінив Денис Галата.
29 грудня 2022 року Артем перейшов до вірменського клубу «Ван».
9 січня 2023, уклав угоду з латвійським клубом «Лієпая» але так і не провів за команду жодної гри.
Влітку 2023 Артем перебрався до словенської команди «Целє» але провівши лише одну гру на правах оренди відправився до іншоого словенського клубу «Алюміній».
2024 рік відіграв за литовську команду «Дайнава».